# Tirups församling
Tirups församling var en församling i Lunds stift och i Svalövs kommun. Församlingen uppgick 2002 i Svalövsbygdens församling.

## Administrativ historik
Församlingen har medeltida ursprung. .
Församlingen var till 1962 annexförsamling i pastoratet Billeberga och Tirup för att därefter till 2002 vara annexförsamling i pastoratet Svalöv, Felestad och Tirup som från 1974 även omfattade Torrlösa församling. Församlingen uppgick 2002 i Svalövsbygdens församling.

## Kyrkor
- Tirups kyrka